# Júlia Coromines
Júlia Coromines i Vigneaux (auch Corominas; geboren 17. Oktober 1910 in Barcelona, Spanien; gestorben 30. März 2011) war eine spanische Kinderärztin und Psychoanalytikerin. Sie war von 1971 bis 1977 Präsidentin der Spanischen Gesellschaft für Psychoanalyse (Sociedad Española de Psicoanálisis).

## Berufsweg
Coromines absolvierte 1934 ein Studium der Medizin und Chirurgie an der Universität Barcelona. Im Auftrag der Generalitat de Catalunya betreute sie von 1936 bis 1938 die Kindergärten. Nach dem Ende des Spanischen Bürgerkriegs schloss sie ein Studium der Kinderheilkunde in Paris ab. Coromines ging nach Argentinien ins Exil und arbeitete als Kinderärztin in Ferienlagern und der Klinik der argentinischen Elektrizitätsgesellschaft. Im Jahr 1944 kehrte sie nach Spanien zurück und engagierte sich für die psychische Gesundheit von Kindern. Coromines arbeitete beim Institut für Innere Medizin der Universitätsklinik und am Hospital del Sagrado Corazón in Barcelona. Ein Stipendium führte sie 1948 an die Tavistock Clinic in London, wo sie sich in Kinder- und Jugendpsychiatrie weiterbildete und mit der Psychoanalyse in Kontakt kam.
Zwei Jahre später kehrte Coromines nach Barcelona zurück und führte zusammen mit Pere Bofill und Pere Folch („Erasmo“-Gruppe) die Psychoanalyse in Spanien ein. Sie wurde Mitbegründerin der Spanischen Gesellschaft für Psychoanalyse, deren Vorsitz sie von 1971 bis 1977 übernahm. Coromines gründete 1971 in Barcelona das Institut für Psychoanalyse, das Mitglied der Internationalen Psychoanalytischen Vereinigung ist. Sie gründete und leitete das erste Zentrum für infantile Zerebralparese des Landes (Centre Pilot de Paràlisi Cerebral Arcàngel Sant Gabriel). Die Herausgabe der Zeitschrift Revista Catalana de Psicoanálisis übernahm Coromines 1984 und zwei Jahre später wurde sie eine der Gründerinnen des Zentrums für Psychoanalytische Psychotherapie (Centre de Psicoteràpia Psicoanalítica).
Júlia Coromines wurde zum Ehrenmitglied der spanischen Gesellschaft für Psychoanalyse ernannt und 1997 mit dem katalanischen Kulturpreis Creu de Sant Jordi ausgezeichnet. Am 30. März 2011 starb sie  als Hundertjährige.

## Familie
Júlia Coromines war die Tochter des katalanischen Schriftstellers und Politikers Pere Coromines (1870–1939) und der Montessoripädagogin Célestine  Vigneaux (1878–1964). Sie hatte drei Schwestern und vier Brüder, darunter der Etymologe Joan Coromines (1905–1997) und der Mathematiker Ernest Corominas (1913–1992).

## Schriften (Auswahl)
- La Parálisis cerebral. Su estructuración dinámica. Barcelona 1964.
- Psicopatología i desenvolupament arcaics. Assaig psicoanalític. Barcelona 1991. ISBN 84-7179-223-X.
- mit Lluís Farré, Montserrat Martínez, Núria Camps: Psicoterapia de grupo con niños. Una experiencia de psicoterapia psicoanalítica aplicada a la enuresis. Barcelona 1996.
- Psicopatología arcaica y desarrollo. Ensayo psicoanalítico. Barcelona 1998.
- Processos mentals primaris implicacions psicopatològiques i consideracions tècniques. Barcelona 2008. ISBN 978-84-612-5718-8.